# 二ツ山古墳
二ツ山古墳（ふたつやまこふん）は、群馬県太田市新田天良町にある古墳2基の総称。形状はいずれも前方後円墳。群馬県指定史跡に指定されている。

## 概要
群馬県東部、大間々扇状地の扇端部東寄りに築造された古墳である。かつては周辺に円墳数基が分布して古墳群を形成したというが、前方後円墳2基（1号墳・2号墳）以外は現在までに失われている。これまでに1号墳を中心に発掘調査が実施されている。
1号墳・2号墳はいずれも前方後円墳で、埋葬施設を横穴式石室とする。特に1号墳では墳丘上の埴輪列の様相が明らかとなっており、人物埴輪・馬形埴輪など多数が出土している。また1号墳の石室内からは装飾付大刀・馬具を始めとする副葬品が出土した点でも注目される。1号墳・2号墳の築造時期は、古墳時代後期-終末期の6世紀後半-7世紀初頭頃と推定され、周濠の切り合い関係から1号墳が先行して2号墳が後続すると想定される。当該時期の当地域では代表的な古墳として位置づけられるほか、南には新田郡家跡（国の史跡「上野国新田郡庁跡」）が、南東には白鳳寺院の寺井廃寺跡が所在しており、その関連性が示唆される。
1号墳・2号墳の古墳域は1948年（昭和23年）・1984年（昭和59年）に群馬県指定史跡に指定されている。

## 遺跡歴
- 1号墳
  - 1888年（明治21年）、石室の発掘。副葬品出土（帝室博物館（現在の東京国立博物館）に移送）[2][1]。
  - 1948年（昭和23年）、埴輪列を中心とする調査（藤田亮策・清水潤三ら慶応大学、1951年に報告）[4]。
  - 1948年（昭和23年）11月2日、群馬県指定史跡に指定[3]。
  - 1981年（昭和56年）、保存整備のための石室前を中心とする調査（新田町教育委員会）[4]。
- 2号墳
  - 1888年（明治21年）、発掘調査[5]。
  - 1974年、南側くびれ部から埴輪片の出土[5]。
  - 1984年（昭和59年）7月3日、群馬県指定史跡に指定（1号墳に追加指定）[3]。
  - 2000年（平成12年）、北側周濠の一部の発掘調査[5]。

## 1号墳
二ツ山古墳1号墳は、2号墳の北西にある古墳。形状は前方後円墳。

### 概要
墳形は前方後円形で、前方部を北西方向に向ける。墳丘は2段築成。墳丘外表では葺石のほか、下段平坦部（基壇）上において2重の円筒埴輪列や形象埴輪（人物・馬形埴輪など）が、墳頂部において家形埴輪が検出されている。また墳丘周囲には馬蹄形の周濠が巡らされており、周濠を含めた古墳全体としては120メートルにおよぶ。埋葬施設は後円部における横穴式石室で、南南西方向に開口する。石室内からは装飾付大刀・馬具などの副葬品が出土している。
築造時期は、古墳時代後期-終末期の6世紀後半-7世紀初頭頃と推定される。

### 墳丘

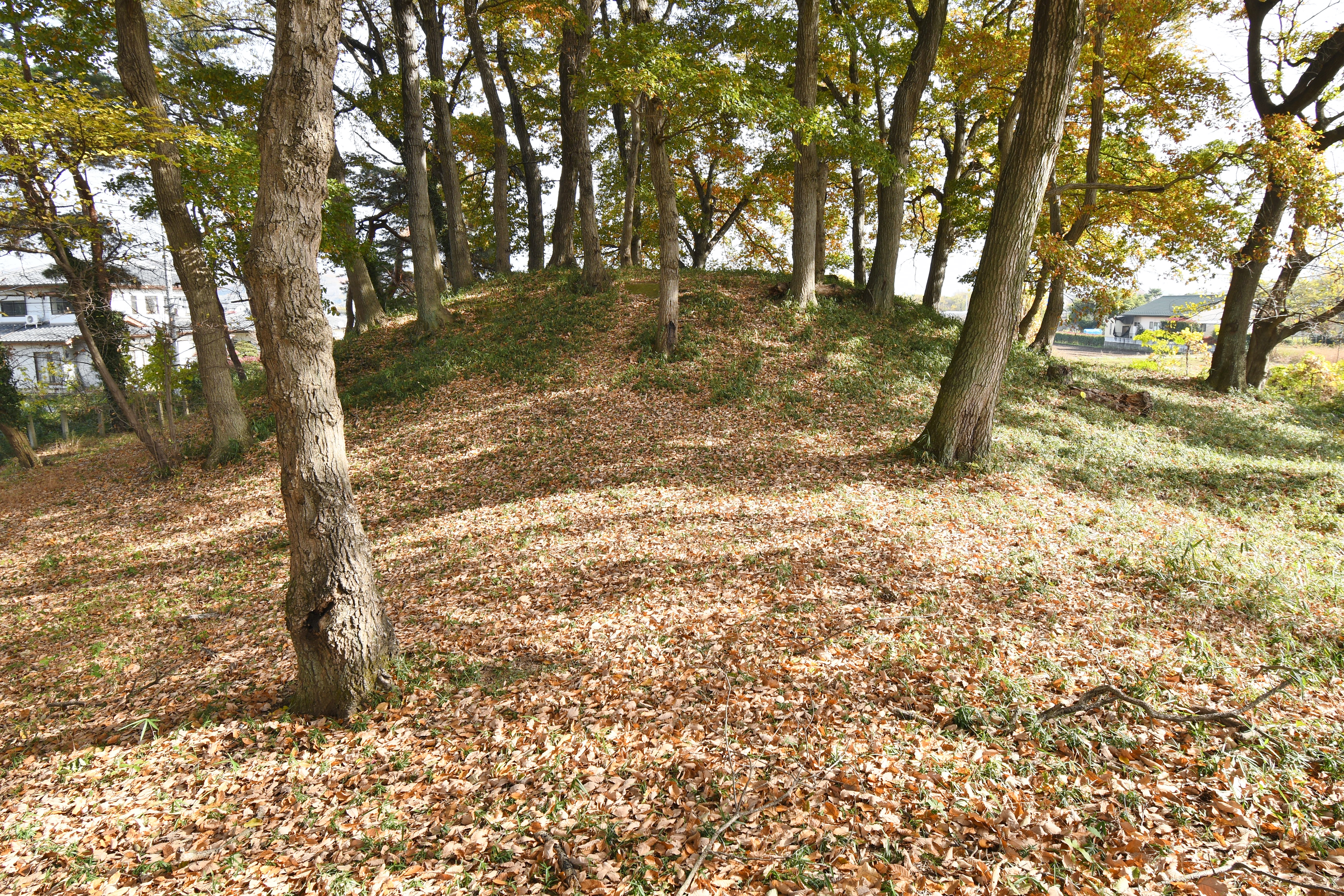
前方部から後円部を望む
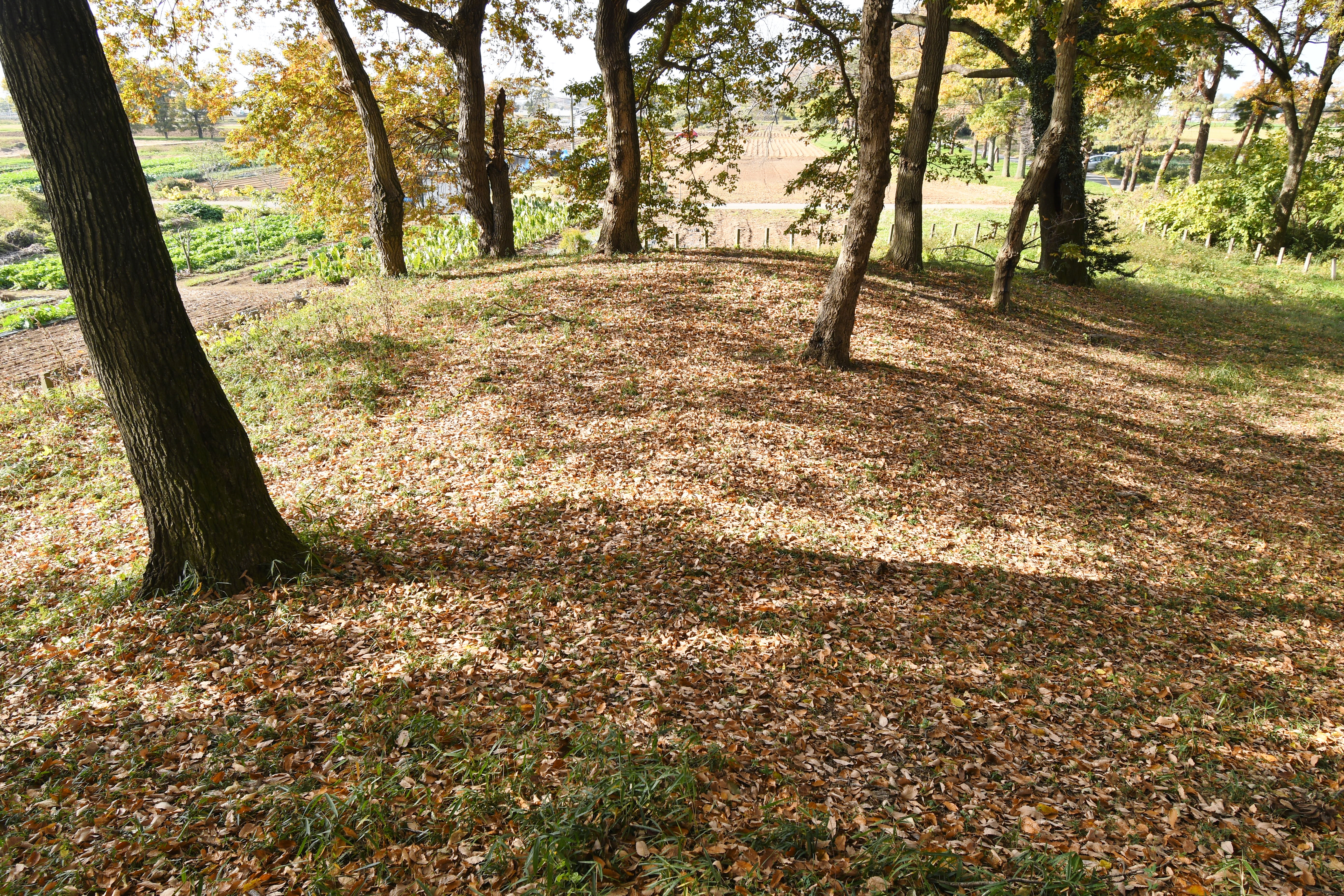
後円部から前方部を望む

墳丘の規模は次の通り。
- 古墳総長：120メートル[6] - 周濠を含めた全長。
- 墳丘長：74メートル
- 後円部
  - 直径：45メートル
  - 高さ：6メートル
- 前方部
  - 幅：61メートル

墳丘下段には基壇状の平坦部が構築されており、2重の円筒埴輪列のほか形象埴輪が認められる。後円部の石室前では円筒埴輪・朝顔形埴輪がコ字形に並び、前庭状施設を形成する。形象埴輪は、円筒埴輪列の内側において馬形埴輪12以上と人物埴輪が、両くびれ部において人物・鳥形・靫形・翳形埴輪が検出されている。また前方部墳頂において家形埴輪4棟以上が配される。埴輪は現在では慶応大学で保管されている。

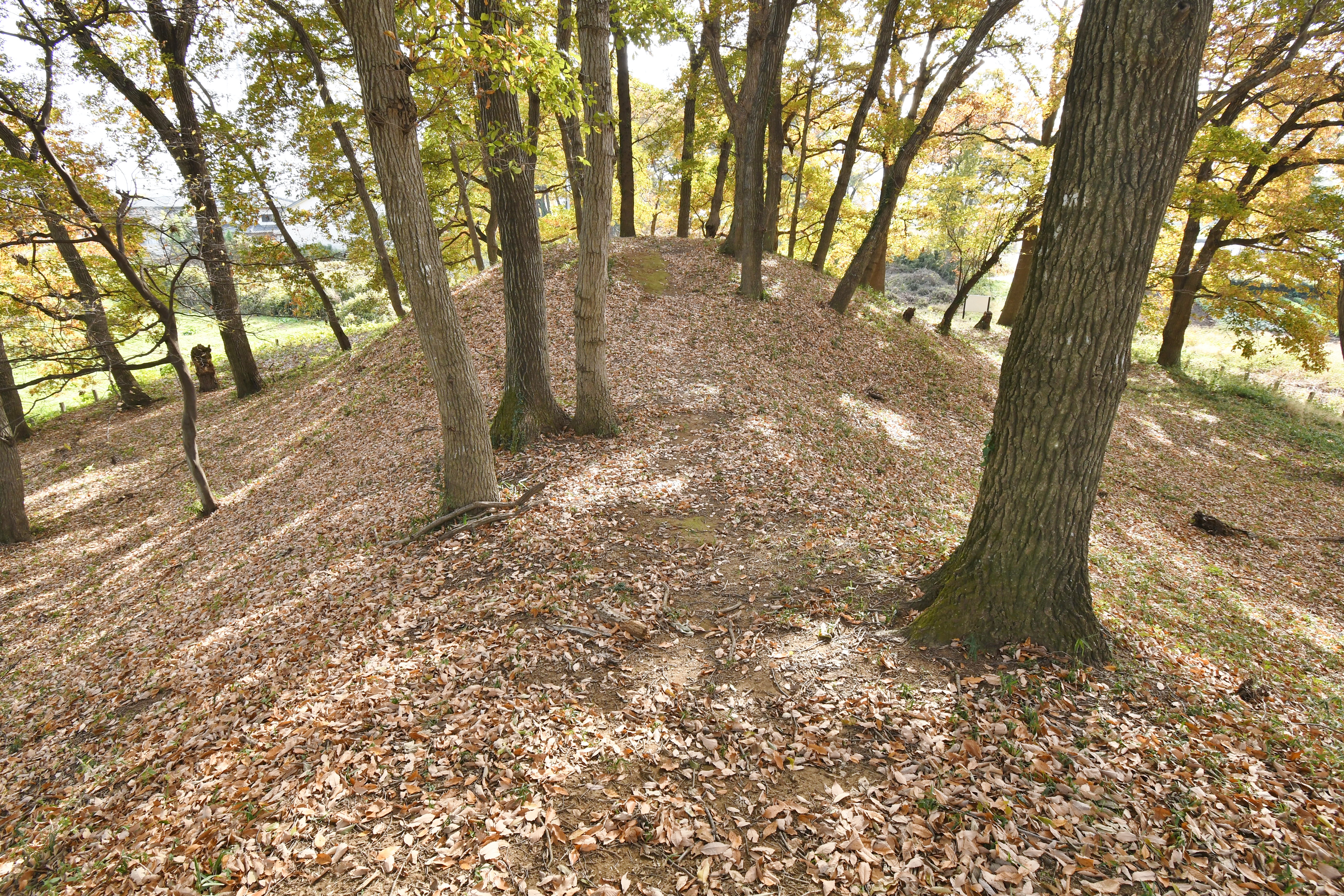
前方部から後円部を望む
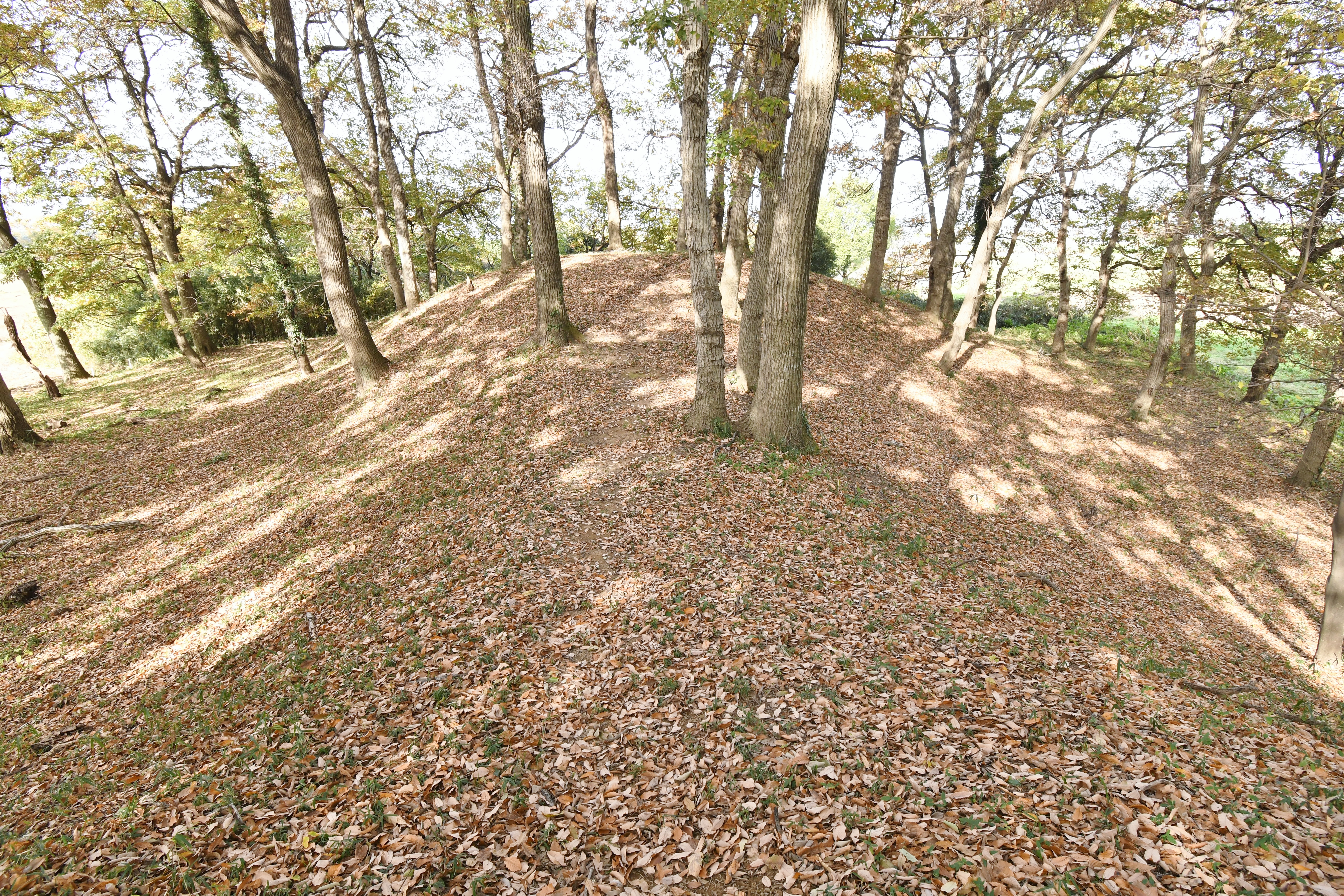
後円部から前方部を望む

### 埋葬施設

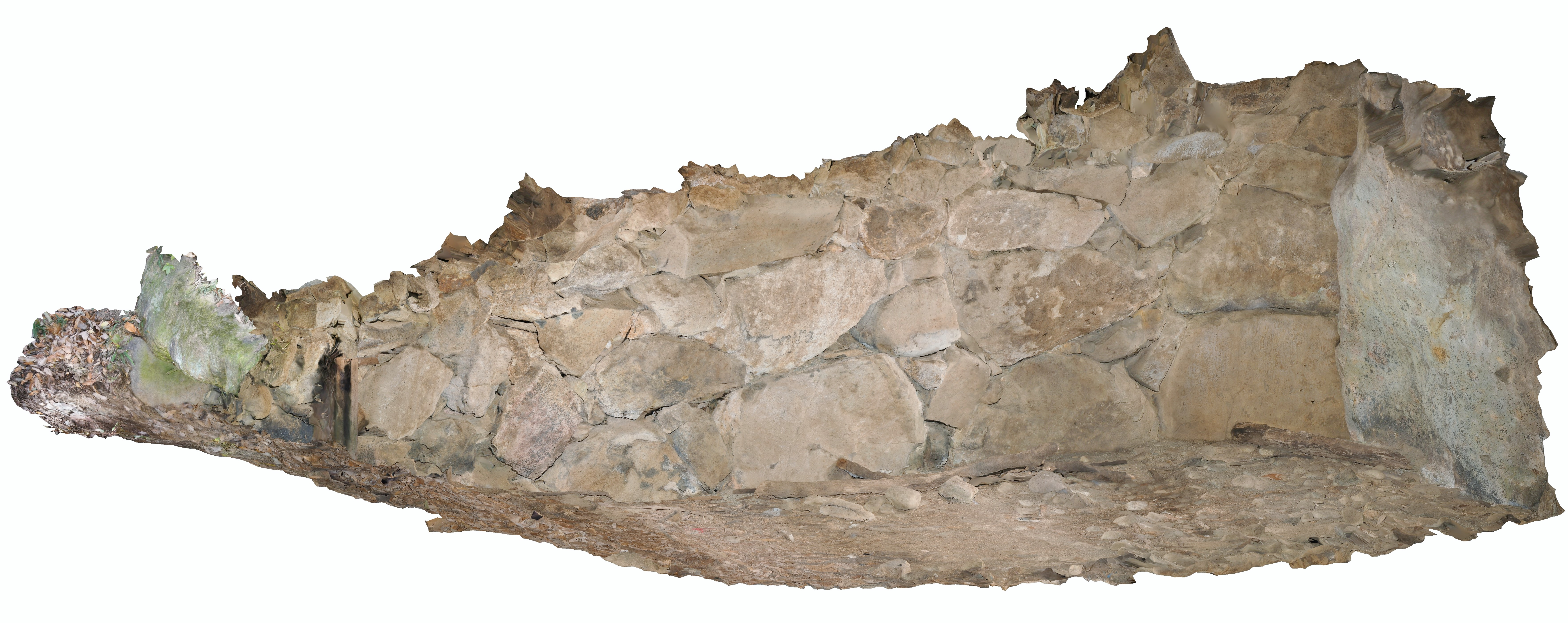
石室俯瞰図

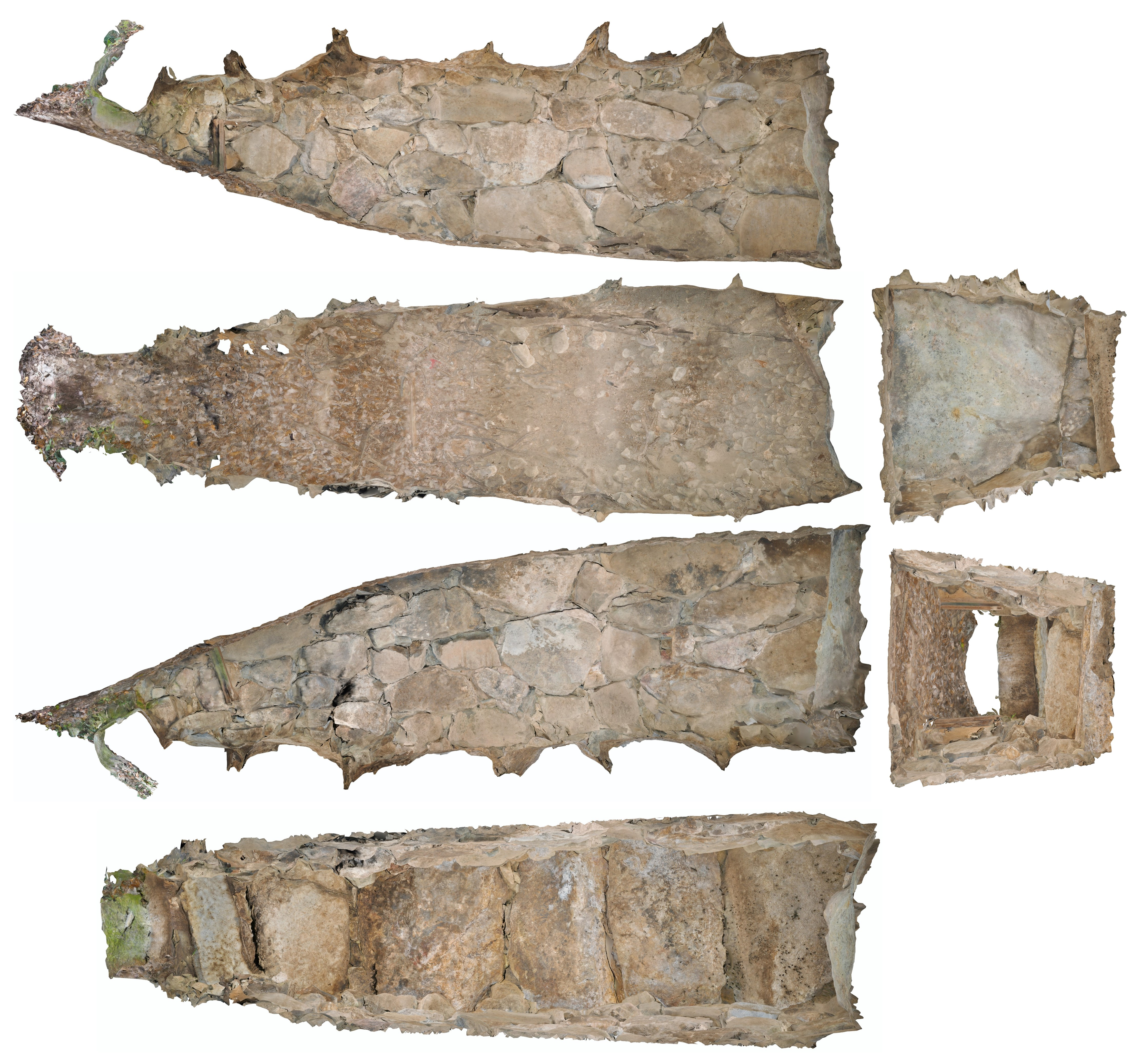
石室展開図

埋葬施設としては後円部において横穴式石室が構築されており、南南西方向に開口する。石室の規模は次の通り。
- 石室全長：7.2メートル
- 玄室：長さ4.8メートル、幅1.9メートル（奥壁）、高さ2.2メートル

石室は旧地表上に構築されており、1メートル高い基壇上との出入りのため竪壙を設ける。石室の石材は自然石で、乱石積みによって構築される。石室の平面形はやや胴張りを呈する。奥壁は巨石1石で、側壁は最下部に大石を置き、その上に徐々に小さい石を積む。石室の裏側は円礫・粘土で被覆される。

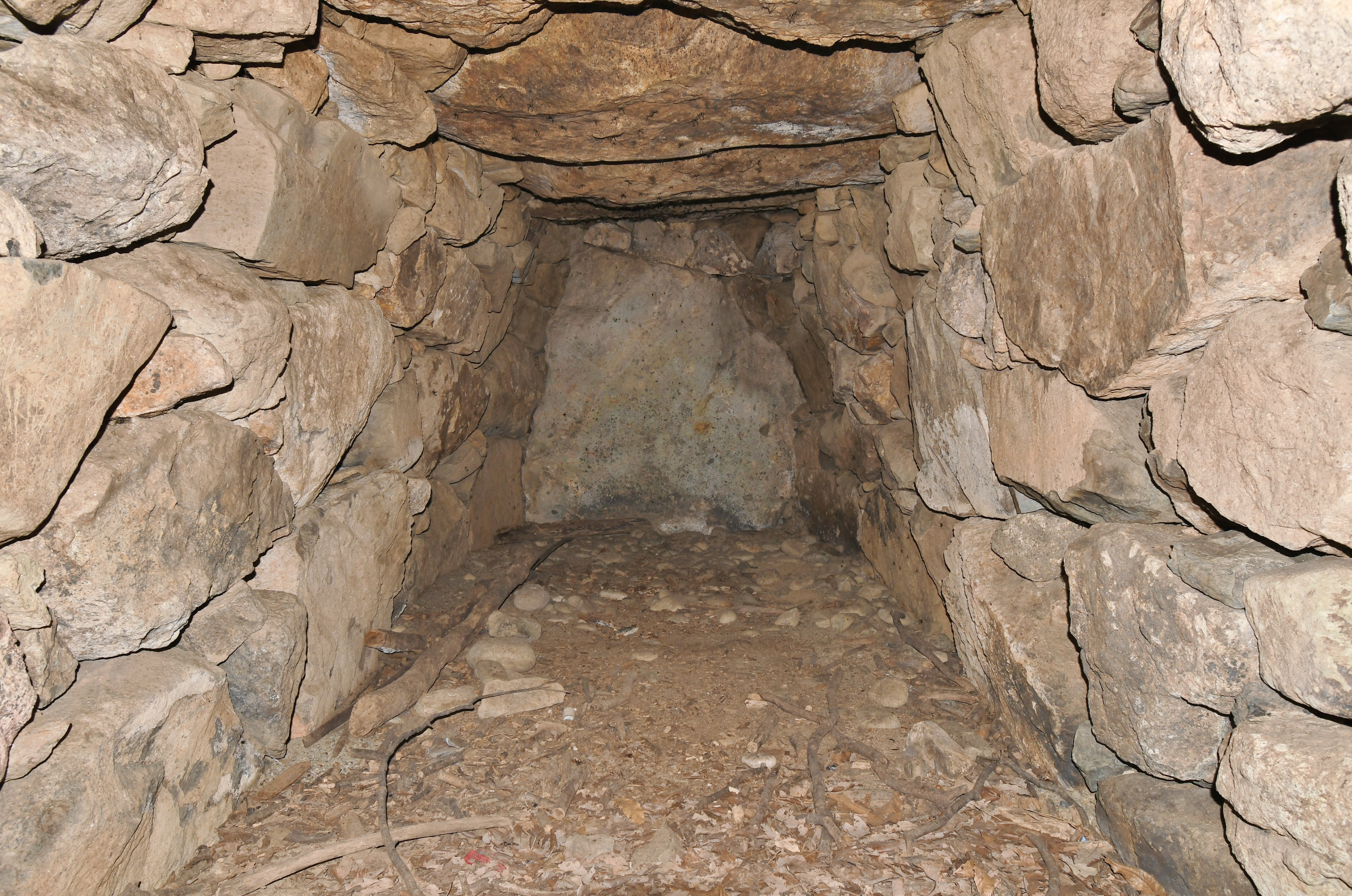
石室内部（奥壁方向）
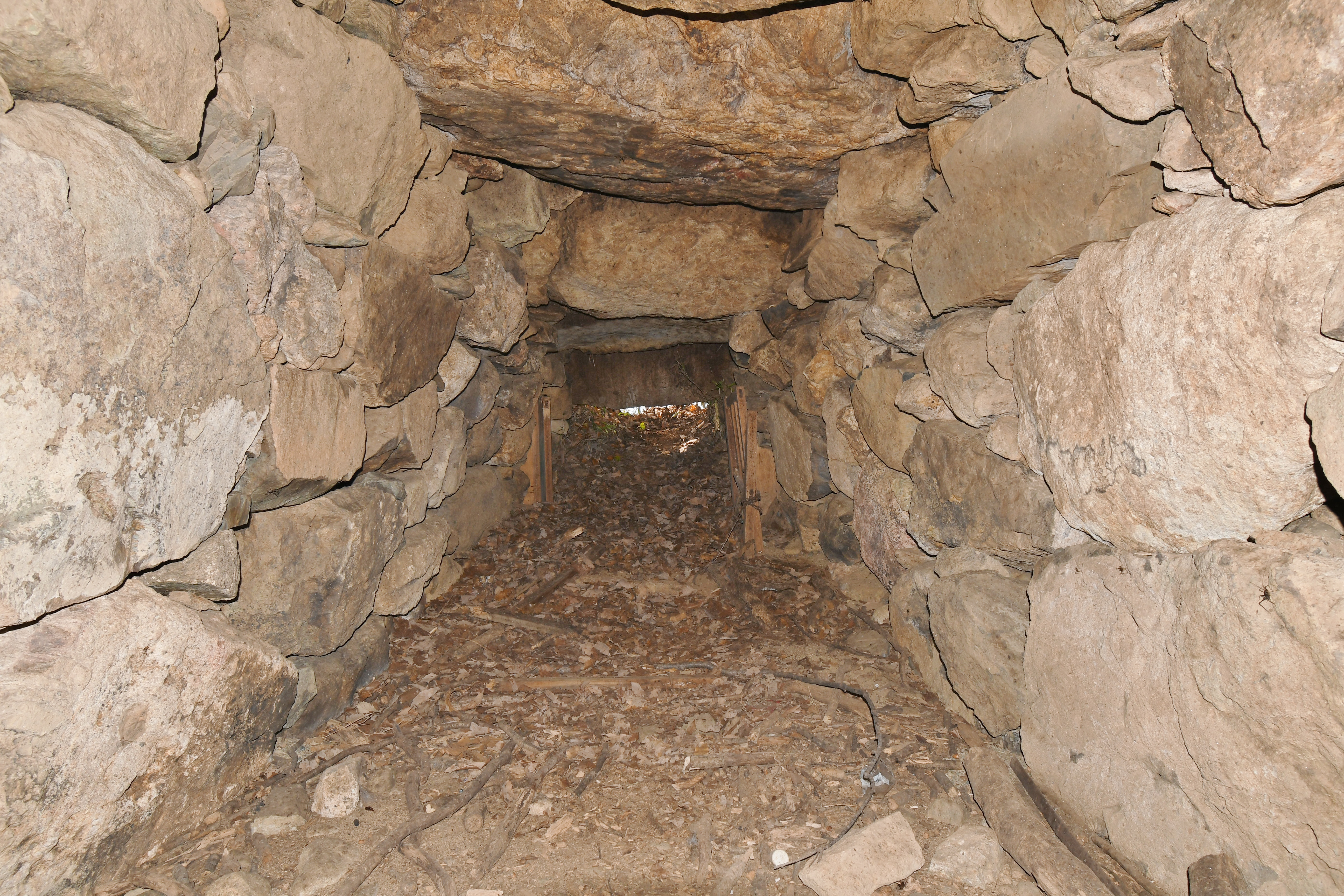
石室内部（開口部方向）
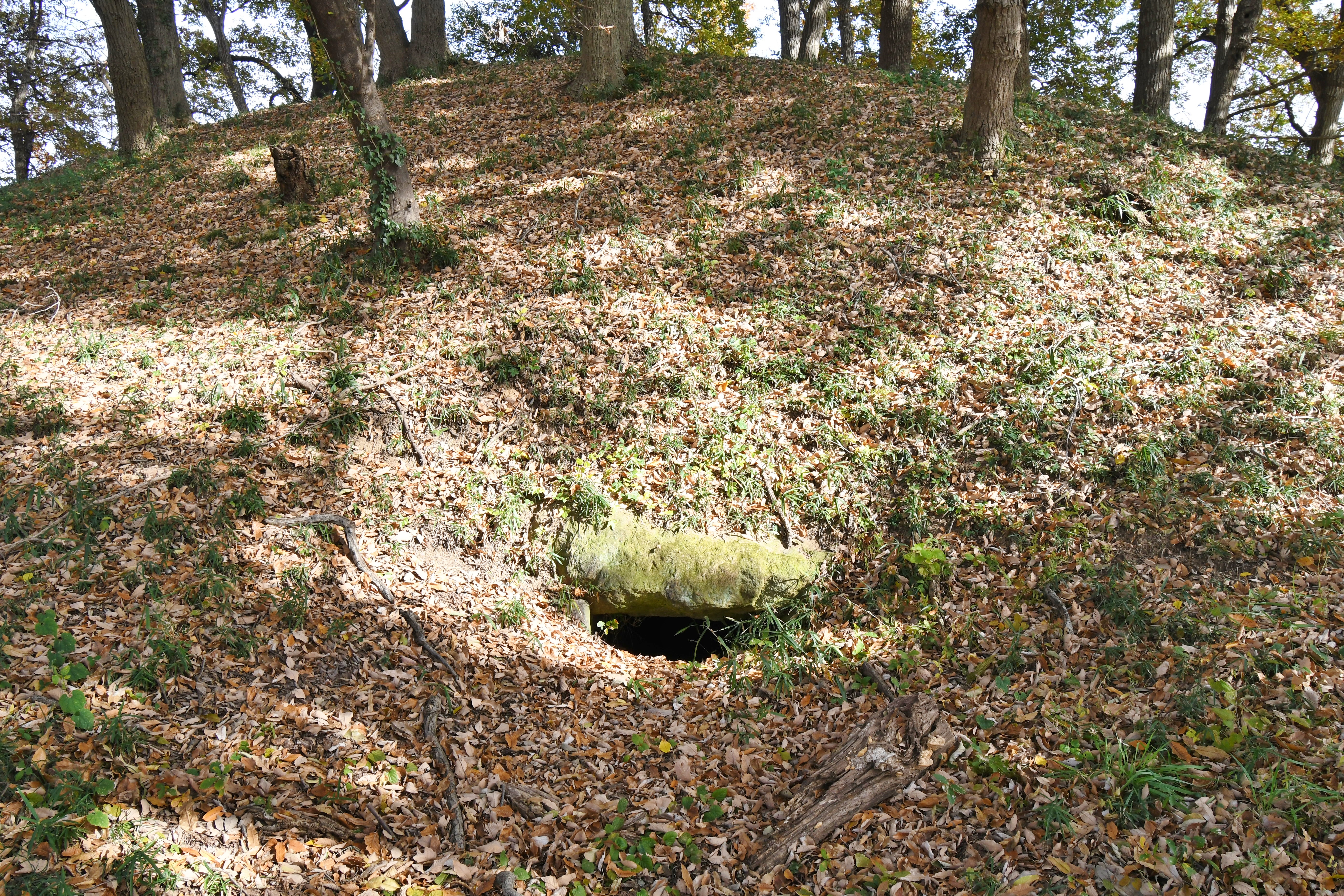
石室開口部

### 出土品
1号墳から出土した副葬品は次の通り。
- 武器
  - 双龍環頭大刀
  - 圭頭大刀
  - 鉄鉾 - 鉄製石突。
  - 鉄鏃 - 鑿箭式、腸抉三角式。
  - 鉄斧
  - 刀子
- 馬具
  - 心葉形杏葉
  - 素環鏡板付轡
  - 鉄地金銅張雲珠
  - 兵庫鎖鐙
- 埴輪
  - 形象埴輪
  - 円筒埴輪
  - 朝顔形埴輪
- 須恵器 - 大甕、細頸瓶。

以上の出土品は、太田市教育委員会・慶応大学・宮内庁書陵部・東京国立博物館に分散して保管されている。

## 2号墳
二ツ山古墳2号墳は、1号墳の南東に隣接する古墳。形状は前方後円墳。

### 概要
墳形は前方後円形で、前方部を西方向に向ける。墳丘は2段築成。墳丘表面では葺石のほか、円筒埴輪・人物埴輪が認められる。また墳丘周囲には墳丘相似形の周濠が巡らされる。埋葬施設は横穴式石室で、南方向に開口した（現在は埋没）。副葬品は明らかでない。
築造時期は、古墳時代後期-終末期の6世紀後半-7世紀初頭頃と推定され、1号墳に後続すると想定される。

### 墳丘
墳丘の規模は次の通り。
- 墳丘長：45メートル
- 後円部
  - 直径：32メートル
  - 高さ：6メートル
- 前方部
  - 幅：22メートル
  - 高さ：3メートル

- 前方部から後円部を望む
- 後円部から前方部を望む

### 埋葬施設
埋葬施設としては後円部において横穴式石室が構築されており、南方向に開口した。石室の規模は次の通り。
- 石室全長：7メートル
- 玄室：幅2.8メートル、高さ1.95メートル
- 羨道：幅1メートル

## 文化財

### 群馬県指定文化財
- 史跡
  - 二ツ山古墳1号墳・二ツ山古墳2号墳 - 1948年（昭和23年）11月2日に1号墳を指定、1984年（昭和59年）7月3日に2号墳を追加指定[3][5]。

## 関連施設
- 東京国立博物館（東京都台東区） - 二ツ山古墳の出土品を保管。

## 関連文献
（記事執筆に使用していない関連文献）
- 清水潤三「群馬県新田郡二ツ山古墳」『日本考古学年報』第1号、日本考古学会、1951年。